# Emmanuel Maurel

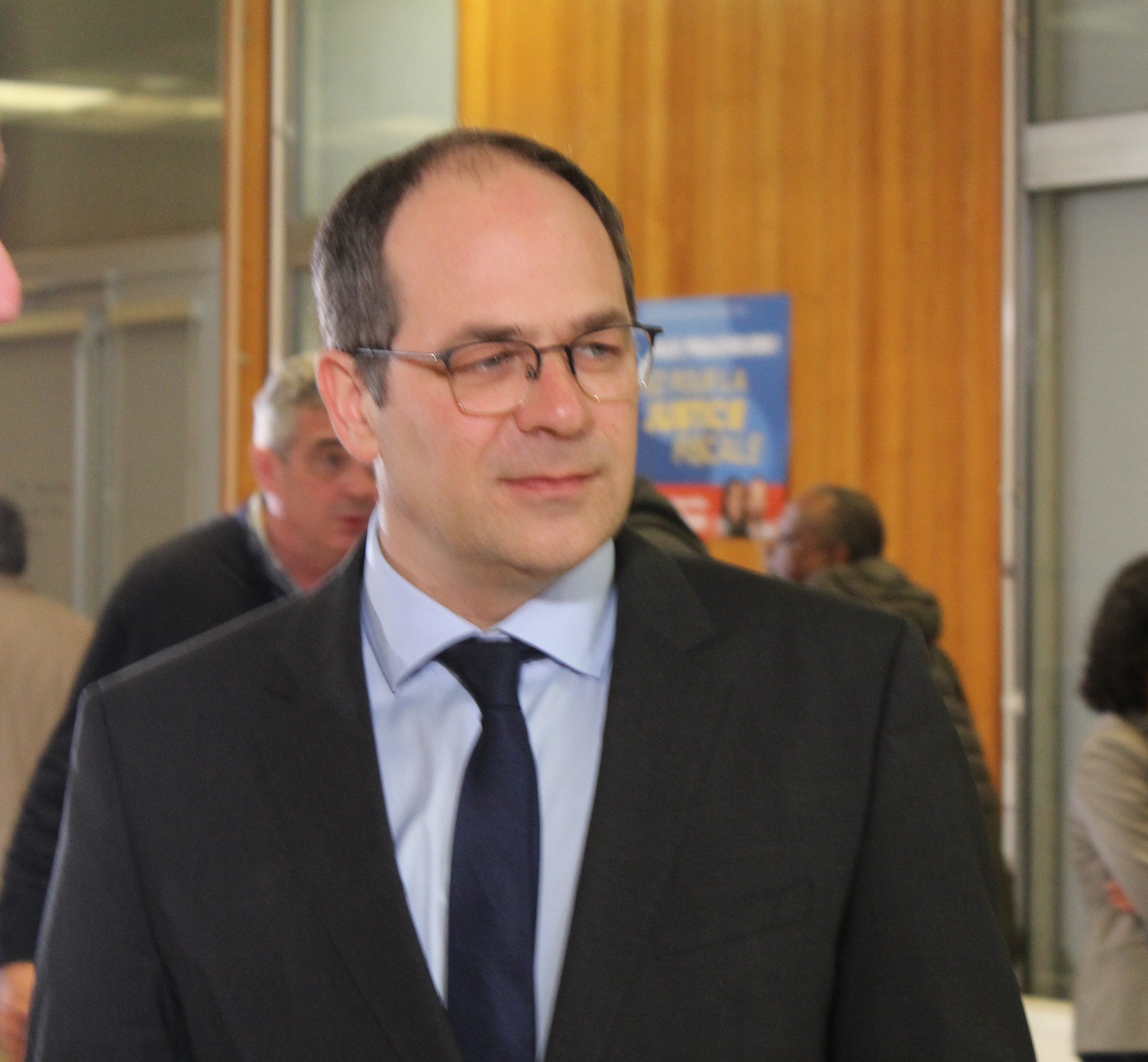
Emmanuel Maurel (2019)

Emmanuel Maurel (* 10. Mai 1973 in Épinay-sur-Seine) ist ein französischer Politiker und langjähriger Parteifunktionär der Parti Socialiste in der Île-de-France. Seit der Europawahl 2014 ist Maurel Mitglied des Europäischen Parlaments. 2018 trat Maurel aus der Parti Socialiste aus, und gründete die heutige Gauche républicaine et socialiste. Bei der Europawahl 2019, bei der er auf der Liste von La France insoumise kandidierte, verteidigte er sein Mandat.

## Leben
Emmanuel Maurel wurde am 10. Mai 1973 im Pariser Vorort Épinay-sur-Seine (Département Seine-Saint-Denis) geboren. Nach seiner Schulausbildung studierte Maurel Politikwissenschaften an der Sciences Po. Später studierte er auch Moderne Literatur und Geschichte an der Universität Paris IV (Paris-Sorbonne).

### Mitglied im Regionalrat der Île-de-France

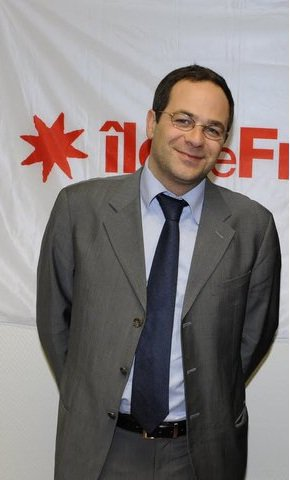
Emmanuel Maurel (2011)

Maurel trat 1990 der Parti Socialiste bei und übernahm in den darauffolgenden zwei Jahrzehnte zahlreiche ehren- und hauptamtliche Aufgaben in der Partei. Zunächst war er unter anderem als wissenschaftlicher Mitarbeiter für Jean-Luc Mélanchon, damals Mitglied des Senats, tätig.
Im März 2004 wurde er zum Regionalrat der Region Île-de-France gewählt, er verteidigte sein Amt bei den Regionalwahlen 2010. Zunächst war Mitglied er Kommission für Finanzen und Raumordnung, ab 2009 war er Vizepräsident des Regionalrats für internationale und europäische Angelegenheiten. In dieser Funktion organisierte er das Afrikanische Filmfestival der Pariser Region, die Tage der Ile-de-France in Brüssel, regionale Konferenzen über internationale Solidarität, die Entwicklung des Regionalplans für die Hilfe für Haiti nach dem Erdbeben 2010. Nach seiner Wiederwahl verblieb er Vizepräsident, jedoch mit dem Aufgabenbereich Berufsausbildung, Lehre und arbeitsbezogene Ausbildung.
Neben seinem Mandat im Regionalrat der Île-de-France war Maurel des Weiteren von 2001 bis 2014 Stadtrat von Persan (Val-d'Oise) und von März 2008 bis März 2014 Delegierter der Communauté de communes du Haut Val-d’Oise. Für seine Partei war Maurel von 2008 bis 2014 Nationalsekretär und verantwortlich für die Organisation der Sommerakademien in La Rochelle.
In einer Abstimmung um den Parteivorsitz der Parti socialiste am 18. Oktober 2012 verlor er gegen den Politiker Harlem Désir. Ab da galt Maurel als Anführer des linken Flügels der PS.

### Einzug ins Europaparlament und Parteiaustritt
Für die Europawahl 2014 nominierte ihn seine Partei auf den zweiten Listenplatz im Wahlkreis Westfrankreich hinter Isabelle Thomas. Innerparteilich erntete er dafür Kritik, da er sich bisher ausschließlich in der Île-de-France politisch betätigt hatte. Dennoch gewann die Partei in dem Wahlkreis 15,62 Prozent und damit zwei der neun Mandate. Mit dem Einzug ins Europaparlament gab Maurel seine anderen Mandate zum Ende des Jahres 2014 auf.

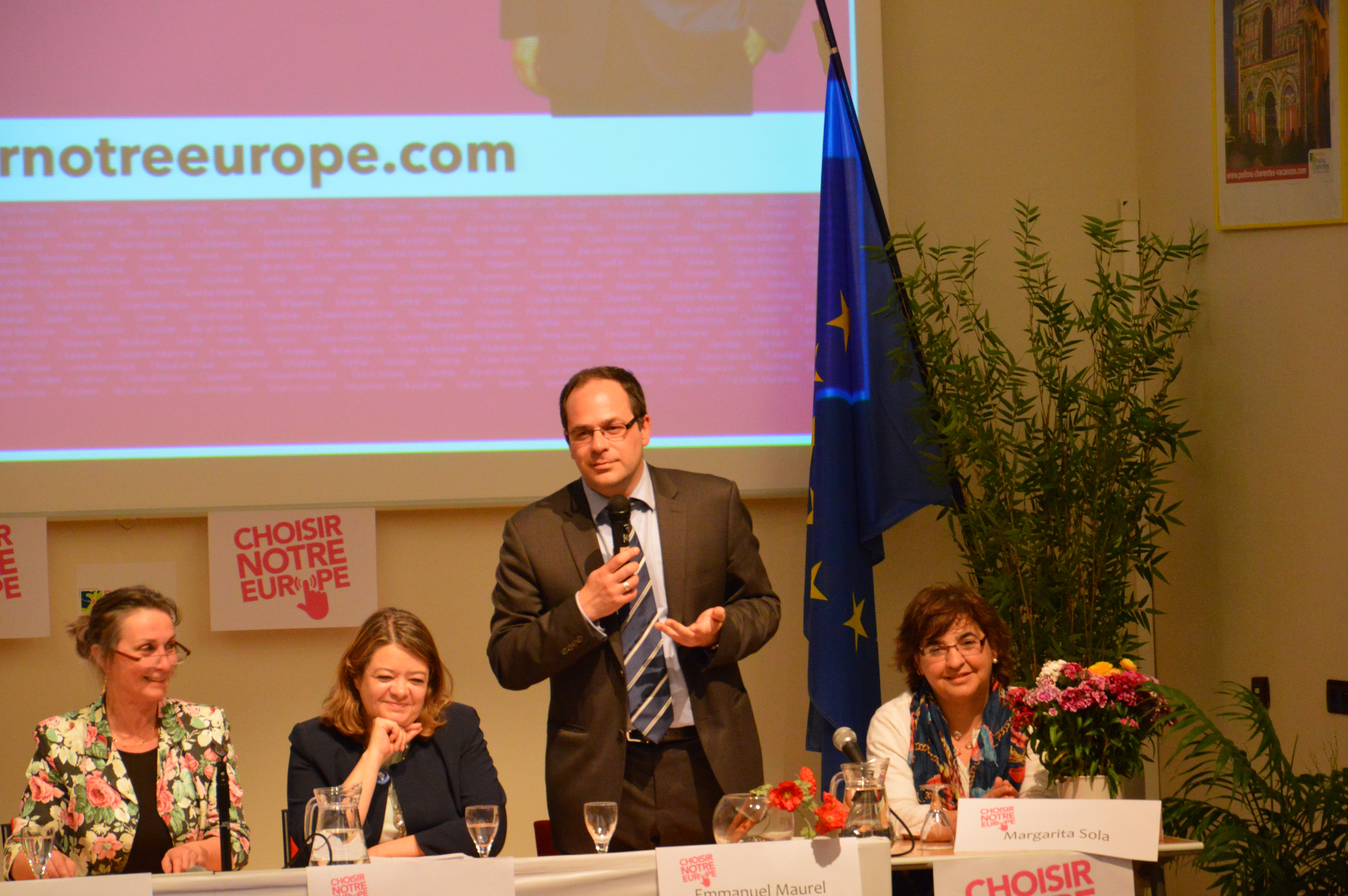
Maurel bei einer Wahlveranstaltung während des Europawahlkampfs 2014 im Wahlkreis Westfrankreich

Wie seine Parteikolleginnen und -kollegen trat Maurel der sozialdemokratischen Parlamentsfraktion bei. Er wurde Mitglied im Ausschuss für internationalen Handel, im Sonderausschuss zu Steuervorbescheiden und anderen Maßnahmen ähnlicher Art oder Wirkung, im Untersuchungsausschuss zur Prüfung von behaupteten Verstößen gegen das Unionsrecht und Missständen bei der Anwendung desselben im Zusammenhang mit Geldwäsche, Steuervermeidung und Steuerhinterziehung, sowie im Sonderausschuss zu Finanzkriminalität, Steuerhinterziehung und Steuervermeidung. Im Ausschuss für Wirtschaft und Währung war er stellvertretendes Mitglied.
Im Januar 2018 kandidierte Maurel für den Vorsitz der Parti Socialiste. Bei der Mitgliederabstimmung kam er mit 18,8 % der Stimmen auf Platz drei. Daraufhin trat er enttäuscht aus seiner Partei aus, ebenso aus der Parlamentsfraktion im Europaparlament. Nach einer kurzen fraktionslosen Zeit wechselte er zur politisch weiter links stehenden Konföderalen Fraktion der Vereinten Europäischen Linken/Nordische Grüne Linke. Zusammen mit seiner ebenfalls ausgetretenen Parteifreundin Marie-Noëlle Lienemann gründete er im Oktober 2018 die Partei Alternative pour un programme républicain, écologiste et socialiste (APRÉS). APRÉS und das Mouvement républicain et citoyen fusionierten im Februar 2019, seitdem nennt sich die Partei Gauche républicaine et socialiste (Republikanische und sozialistische Linke, GRS).

### Wiederwahl ins Europaparlament
Für die Europawahl 2019 kandidierte Maurel auf dem sechsten Listenplatz der Partei La France insoumise. Die Partei gewann 6,31 und damit 6 der 79 französischen Mandate, sodass Maurel knapp sein Mandat verteidigte. Er trat erneut der Konföderalen Fraktion der Vereinten Europäischen Linken/Nordische Grüne Linke bei. Für die Fraktion ist er wieder Mitglied im Ausschuss für internationalen Handel, des Weiteren ist er stellvertretendes Mitglied im Ausschuss für auswärtige Angelegenheiten und im Rechtsausschuss.